# Brisbane International 2012
Das Brisbane International 2012 war der Name eines Tennisturniers der WTA Tour 2012 für Damen sowie eines Tennisturniers der ATP World Tour 2012 für Herren, welche zeitgleich vom 1. bis zum 7. Januar 2012 in Brisbane stattfanden.

## Damenturnier
→ Qualifikation: Brisbane International 2012/Damen/Qualifikation